# Викидень (фільм)
«Викидень» — радянський художній фільм 1991 року, знятий режисером Юрієм Манусовим.

## Сюжет
У центрі сюжету фільму, знятого в сюрреалістичній манері, — трагедія молодого інтелігента, який наклав на себе руки.

## У ролях
- Микола Пархоменко — Сергій
- Л. Лямічева — Лукреція Бутті
- М. Казакова — Оксана-Мілана
- Раміль Вагізов — Леонід
- Микола Міщенко — Віктор
- Л. Чернєцов — Філіппо Ліппі
- Є. Габдрахманова — Аліса
- В. Шарапова — епізод
- В. Санто — епізод
- М. Мубараков — епізод
- Т. Горіна — епізод
- М. Козлова — епізод
- Н. Берднікова — епізод
- Г. Іванов — епізод
- М. Маєва — епізод
- О. Дяченко — епізод
- Г. Смагін — епізод
- А. Салагаєв — епізод
- В. Тугушев — епізод
- М. Стригіна — епізод
- І. Кейліна — епізод
- Є. Матвєєва — епізод
- П. Колясєва — епізод
- Ю. Замятін — епізод
- Є. Халтуріна — епізод
- В. Абрамов — епізод
- В. Камалов — епізод
- В. Першин — епізод
- Г. Ламічев — епізод
- М. Слєсаренко — епізод
- Д. Поздін — епізод
- Єлизавета Романова — епізод

## Знімальна група
- Режисер — Юрій Манусов
- Сценарист — Юрій Манусов
- Оператори — Сергій Колбіньов, Сергій Пєстрєцов
- Композитори — Віктор Голубець, Георгій Черкасов
- Художник — Лев Грудєв